# Salmensaari (ö i Södra Karelen, Imatra)
Salmensaari är en ö i Finland. Den ligger i sjön Torsa och Pieni-Torsa och i kommunen Rautjärvi i den ekonomiska regionen  Imatra ekonomiska region  och landskapet Södra Karelen, i den sydöstra delen av landet, 260 km nordost om huvudstaden Helsingfors. Öns area är 0,6 hektar och dess största längd är 100 meter i öst-västlig riktning.